# Pseudathyma
Pseudathyma is een geslacht van vlinders uit de onderfamilie Limenitidinae van de familie Nymphalidae.

## Soorten
- Pseudathyma callina (Grose-Smith, 1898)
- Pseudathyma callinoides Libert, 2019
- Pseudathyma cyrili Chovet, 2002
- Pseudathyma deslogesi Libert, 2019
- Pseudathyma endjami Libert, 2002
- Pseudathyma falcata Jackson, 1969
- Pseudathyma jacksoni Carcasson, 1965
- Pseudathyma legeri Larsen & Boorman, 1995
- Pseudathyma lucretioides Carpenter & Jackson, 1950
- Pseudathyma martini Collins, 2002
- Pseudathyma masikini Libert, 2019
- Pseudathyma michelae Libert, 2002
- Pseudathyma neptidina Karsch, 1894
- Pseudathyma nzoia van Someren, 1939
- Pseudathyma plutonica Butler, 1902
- Pseudathyma sibyllina (Staudinger, 1890)
- Pseudathyma uluguru Kielland, 1985